# Dipterocypselinae
Dipterocypselinae S.C. Keeley & H. Rob., 2009 è una sottotribù di piante angiosperme dicotiledoni appartenenti alla famiglia delle Asteraceae.

## Etimologia
Il nome scientifico di questo gruppo è stato definito per la prima volta dai botanici Sterling C. Keeley  (1948-) e Harold Ernest Robinson (1932-) nella pubblicazione "Systematics, evolution and biogeography of Compositae - 448. 2009" del 2009.

## Descrizione
Le piante di questa sottotribù sono delle erbacee caulescenti ricoperte di peli semplici o a forma di "T". Alcune hanno una consistenza carnosa (Dipterocypsela).
Le foglie lungo il caule sono disposte in modo alternato. La lamina delle foglie ha delle venature pennate.
Le infiorescenze sono di tipo cimoso scorpioide oppure sono organizzate in glomeruli ascellari (Allocephalus) con capolini separati sessili o peduncolati (lunghi 5 – 30 mm in Heterocypsela). I capolini sono composti da un involucro formato da diverse brattee che fanno da protezione al ricettacolo sul quale s'inseriscono i fiori tubulosi. Le brattee dell'involucro sono persistenti e connate. Il ricettacolo è nudo (ossia privo di pagliette a protezione della base dei fiori).
| Genere         | Brattee dell'involucro | Serie di brattee | Fiori per capolino |
| -------------- | ---------------------- | ---------------- | ------------------ |
| Allocephalus   |                        |                  | 6                  |
| Dipterocypsela | 12                     | 2                | 12                 |
| Heterocypsela  | 70                     | 6                | 60 - 70            |
| Manyonia       | 100                    | 3 - 4            | 35                 |

I fiori sono tetra-ciclici (ossia sono presenti 4 verticilli: calice – corolla – androceo – gineceo) e pentameri (ogni verticillo ha in genere 5 elementi). I fiori sono inoltre ermafroditi e actinomorfi.
- Formula fiorale:

*/x K {\displaystyle \infty }, [C (5), A (5)], G 2 (infero), achenio
- Calice: i sepali del calice sono ridotti ad una coroncina di squame.
- Corolla: il colore della corolla è lavanda; i lobi sono allungati.
- Androceo: gli stami sono 5 con filamenti liberi e distinti, mentre le antere sono saldate in un manicotto (o tubo) circondante lo stilo.[9] Le antere, la cui base è arrotondata o smussata, possono oppure no avere le appendici provviste di ghiandole; in Manyonia sono prive di coda. Il polline è tricolporato (con tre aperture sia di tipo a fessura che tipo isodiametrica o poro) ed echinato (con punte).
- Gineceo: lo stilo è filiforme con nodi alla base. Gli stigmi dello stilo sono due.  L'ovario è infero uniloculare formato da 2 carpelli. Gli stigmi hanno la superficie stigmatica interna (vicino alla base).[10]

I frutti sono degli acheni con pappo. Gli acheni, con forme obcompresse e 5 coste, sono privi di fitomelanina, spesso sono alati e con densi rafidi subquadrati; la superficie è glabra. Il pappo è formato da corte o lunghe setole capillari, normalmente persistenti (ma anche no); in particolare in Allocephalus è biseriato (una serie esterna formata da brevi setole e una più interna di setole appiattite).

## Biologia
- Impollinazione: l'impollinazione avviene tramite insetti (impollinazione entomogama tramite farfalle diurne e notturne).
- Riproduzione: la fecondazione avviene fondamentalmente tramite l'impollinazione dei fiori (vedi sopra).
- Dispersione: i semi (gli acheni) cadendo a terra sono successivamente dispersi soprattutto da insetti tipo formiche (disseminazione mirmecoria). In questo tipo di piante avviene anche un altro tipo di dispersione: zoocoria. Infatti gli uncini delle brattee dell'involucro si agganciano ai peli degli animali di passaggio disperdendo così anche su lunghe distanze i semi della pianta.

## Distribuzione e habitat
Le specie di questa sottotribù sono distribuite tra la Colombia e il Brasile (a parte una in Tanzania) e prediligono un habitat di tipo tropicale.

## Tassonomia
La famiglia di appartenenza di questa voce (Asteraceae o Compositae, nomen conservandum) probabilmente originaria del Sud America, è la più numerosa del mondo vegetale, comprende oltre 23 000 specie distribuite su 1 535 generi, oppure 22 750 specie e 1 530 generi secondo altre fonti (una delle checklist più aggiornata elenca fino a 1 679 generi). La famiglia attualmente (2021) è divisa in 16 sottofamiglie.

### Filogenesi
Le specie di questo gruppo sono descritte all'interno della tribù Vernonieae Cass. della sottofamiglia Vernonioideae Lindl.. Questa classificazione è stata ottenuta ultimamente con le analisi del DNA delle varie specie del gruppo. Da un punto di vista filogenetico in base alle ultime analisi sul DNA la tribù Vernonieae è risultata divisa in due grandi cladi: Muovo Mondo e Vecchio Mondo. I generi di Dipterocypselinae appartengono al subclade relativo all'America tropicale (a parte Manyonia); l'altro subclade americano comprende anche specie del Nord America e del Messico.
Recentissime analisi (2019) con nuovi metodi filogenomici hanno perfezionato ulteriormente la posizione della sottotribù che risulta essere una delle ultime a dividersi dalla tribù. In particolare con la sottotribù Vernoniinae forma un "gruppo fratello". Tuttavia la sottotribù non risulta monofiletica in quanto una sua specie, Allocephalus  H. Rob. et al risulta collegata ad alcune specie delle sottotribù Centrapalinae e Centratherinae.
La sottotribù, e quindi i suoi generi, si distingue per i seguenti caratteri:
- il portamento è erbaceo;
- gli acheni di alcune specie sono dimorfi e alati.

In precedenza i generi di questa sottotribù venivano tradizionalmente descritti all'interno della sottotribù Vernoniinae.

### Composizione della sottotribù
Questa sottotribù comprende 4 generi e 5 specie.
| Genere                            | N. specie                                    | Distribuzione       | Caratteri distintivi |
| --------------------------------- | -------------------------------------------- | ------------------- | --- |
| Allocephalus H. Rob. et al., 2011 | Una specie: (A. gamolepis H. Rob et al.)     | Brasile (centrale)  | I capolini sono raccolti in formazioni di glomeruli o spighette ascellari. - Le brattee dell'involucro sono fuse insieme. - Il pappo è formato su due serie, brevi setole (la serie esterna) e setole appiattite (quella interna). |
| Dipterocypsela S.F. Blake, 1945   | Una specie: (D. succulenta S.F. Blake)       | Colombia            | I capolini sono sesili raccolti in dense cime scorpioidi o seriali. - Le brattee dell'involucro si presentano con ciglia o ali sporgenti. - La corolla è zigomorfa. - Il polline non è "lophato".                                  |
| Heterocypsela H. Rob., 1979       | 2                                            | Brasile (orientale) | I capolini sono peduncolati. - Le brattee dell'involucro sono acuminate, alate e con ciglia. - Il polline è "lophato". - La corolla è actinomorfa.                                                                                 |
| Manyonia H. Rob., 1999            | Una specie: (H. peculiaris (Verdc.) H. Rob.) | Tanzania            | L'origine delle piante è africana. - Le infiorescenze sono cimose-seriali. - Il polline non è "lophato". - Gli acheni sono visibilmente a 5 coste con densi rafidi subquadrati.                                                    |